# Lhamana

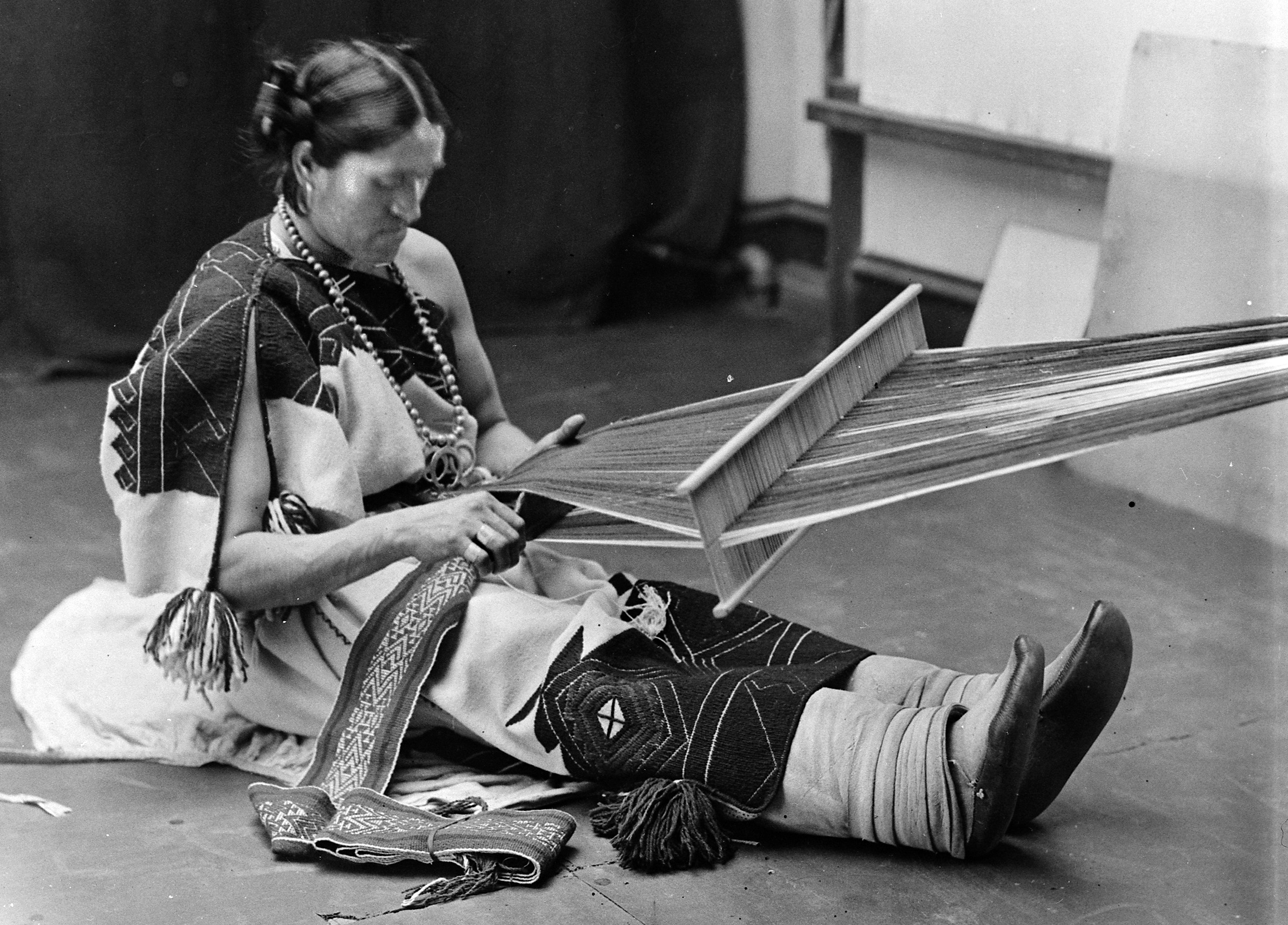
We'wha, una notable artista tèxtil Zuni lhamana i ambaixadora cultural, teixint en un teler de corretja

Les lhamana, en la cultura tradicional de l'ètnia zuñi, són persones biològicament masculines que assumeixen els rols socials i cerimonials que solen exercir les dones a la seva cultura, almenys en algunes ocasions. Porten una barreja de roba femenina i masculina i bona part de la seva feina es realitza a les zones habitualment ocupades per dones zuni. Algunes lhamana contemporànies participen a la comunitat de dos esperits paníndia.
La lhamana més famosa va ser We'wha (1849-1896), que el 1886 va formar part de la delegació Zuni a Washington D.C., on es van reunir amb el president Grover Cleveland.

## Rol social
Els relats de la dècada del 1800 assenyalen que les lhamana, mentre anaven vestides amb «roba femenina», sovint eren contractades per a treballs que requerien «força i resistència», com ara caçar caça major i tallar llenya.
A més de fer una feina pesada, algunes persones lhamana han destacat en les arts i oficis tradicionals com la ceràmica i el teixit. We'wha, en particular, era una teixidora coneguda.
Tant els pronoms masculins com els femenins s'han utilitzat per a les persones lhamana. Escrivint sobre la seva amiga We'wha, l'antropòloga Matilda Coxe Stevenson va descriure We'wha com:
| « | Exerceix funcions religioses i judicials masculines alhora que realitza deures femenins, encarregant-se de la bugaderia i de l'hort. | » |

| «                         | ...la persona més intel·ligent de pueblo. El seu caràcter fort va fer llei la seva paraula tant entre els homes com les dones amb qui es va associar. Tot i que la seva ira era temida tant pels homes com per les dones, era estimat per tots els nens, amb qui va ser sempre amable. | » |
| — [Stevenson 2010, p. 37] | |   |

Encara que generalment els colonialistes europeus i els seguidors moderns dels estudis queer consideren gai, LGBT o transgènere, les Zuni lhamana, com altres rols socials, culturals i cerimonials indígenes, existeixen en una matriu indígena. Els escriptors indígenes sobre aquests rols consideren que aquestes identitats no es poden reduir únicament al desig del mateix sexe o l'adhesió a un conjunt convencional de rols de gènere, fins i tot els moderns transgènere o genderqueer.